# Emoia nativittatis
Emoia nativittatis este o specie de șopârle din genul Emoia, familia Scincidae, descrisă de Boulenger 1887. Conform Catalogue of Life specia Emoia nativittatis nu are subspecii cunoscute.